# Isotherme zéro degré

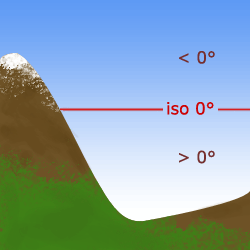
Iso 0° en conditions normales.

L’isotherme zéro degré (également appelée niveau de congélation et notée isotherme 0 °C ou iso 0°) représente l'altitude minimale à laquelle la température atteint la valeur de 0 degré Celsius dans une atmosphère libre (en l'absence de réverbération des rayons solaires par de la neige, etc.) dans une région de la surface terrestre et un intervalle de temps donnés. Cette mesure est effectuée sur une période de temps relativement courte (de l'ordre de la journée, parfois moins).
L'isotherme 0 °C est une frontière fictive entre deux masses d'air : au-dessus de l'isotherme 0 °C, l'air est à une température négative, en dessous de l'isotherme, la température est positive. Le profil de cette frontière et ses variations sont étudiés en météorologie en vue de prévisions et recommandations diverses. Elle n'apparaît pas sur les cartes météo générales, mais figure par exemple sur les bulletins de prévisions en montagne.
« Isotherme » comme substantif est un terme féminin car il signifie « la ligne isotherme »,, bien que l'usage consacre souvent le genre masculin par abus. Sur les cartes et graphiques en degrés Celsius, cette isotherme est notée Iso 0° mais dans un contexte où prévalent les degrés Fahrenheit, l'isotherme 0 °C se note Iso 32F.

## Mesure, modélisation
Pour repérer la structure de température de l'atmosphère, il existe différents moyens :
- le radiosondage, par lâcher de ballon-sondes[4], est le moyen le plus ancien et le plus courant. De nombreux pays procèdent à la prise de ces données deux fois par jour, en différents points distants de plusieurs centaines de kilomètres l'un de l'autre[4],
- l'usage d'appareillage de mesure de température à bord des avions commerciaux permet de repérer l'isotherme et de signaler sa hauteur au contrôle aérien,
- les satellites météorologiques sont munis de capteurs qui peuvent effectuer un sondage de l'atmosphère en notant la radiation infrarouge émise par celle-ci, en utilisant des méthodes de télédétection,
- les radars météorologiques notent le phénomène de bande brillante, un rehaussement des échos radars qui se produit juste sous cette isotherme lors de la fonte de neige dans la couche au-dessus de zéro Celsius,
- le profileur de vents, un radar pointé verticalement, en plus des échos radars, note la vitesse de chute des précipitations qui est différente entre la neige, la pluie et la neige fondante.

Selon la fréquence et la résolution de prise de données, ces différents moyens permettent de repérer la variation de l'isotherme de manière plus ou moins fine. Les radiosondages, par exemple, ne permettent qu'une vision semi-journalière et très grossière, tandis que les radars météorologiques permettent de voir la variation toutes les cinq ou dix minutes, s'il y a des précipitations, et ce avec une résolution de un ou deux kilomètres.
Pour modéliser et traiter informatiquement le signal de température dans l'espace, la méthode usuelle est l'utilisation d'un champ scalaire ou d'un champ vectoriel associés aux valeurs et aux variations.

## Caractéristiques
Les données des ballons-sondes permettent d'établir une carte générale de l'isotherme 0 °C pour un territoire donné. Ces mesures étant des moyennes, l'isotherme 0 °C peut varier selon les conditions locales ; variations faibles en plaines mais souvent importantes en montagne ou aux abords des côtes, notamment.
L'isotherme 0 °C varie globalement en même temps que dépressions et anticyclones se forment, se déplacent et disparaissent. Il est assez facile de cartographier l'isotherme 0 °C sur de vastes territoires, avec une marge d'erreur assez faible. Par contre, les variations brutales et locales de l'isotherme 0 °C, qui ne sont pas hasardeuses mais liées principalement à l'humidité, au vent, et à l'ensoleillement, exigent une étude de terrain plus difficile à mener. Il est bien plus complexe d'établir des prévisions en fonction de ces facteurs, et cela n'est de toute façon possible qu'à court terme.
De plus, si la stricte définition de l'isotherme zéro fait référence à une atmosphère libre, les conditions usuelles de mesures ne sont généralement pas aussi parfaites. En réalité, on s'intéressera plutôt précisément à la façon dont l'isotherme zéro est affectée par des conditions météorologiques changeantes et peut apporter des informations utiles sur les variations, parfois très brusques, des facteurs tels que la température, l'ensoleillement, la pluie, l'humidité et la structure des systèmes météorologiques.
La mesure quotidienne de l'isotherme 0 °C est importante pour plusieurs raisons. Elle entre en compte dans la détermination du niveau moyen de gel, très utile pour lutter contre le givre dans divers milieux. Les alpinistes, les skieurs et les responsables de la sécurité des stations de ski y sont particulièrement attentifs pour appréhender l'état du manteau neigeux, qui varie fortement selon les regels et dégels et conditionne les risques d'avalanches. Une autre utilisation de l'isotherme 0 °C consiste en la détermination de la limite pluie/neige, principalement utile en montagne, encore une fois. On peut également mentionner que les pilotes d'avions utilisent des cartes d'isotherme 0 °C, tant comme mesure brute que comme indicateur des variations météorologiques locales rapides. Elles sont essentielles pour repérer les zones de givrage dans les nuages et les précipitations avant de se trouver dans ces conditions.

## Variations de l'isotherme0°C

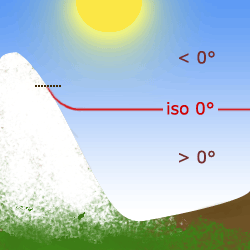
Iso 0° et pente neigeuse, de jour et en conditions normales : élévation moyenne.

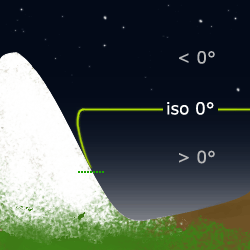
Iso 0° et pente neigeuse, de nuit et en conditions normales : forte perte d'altitude.

L'isotherme 0 °C peut être très stable sur un grand territoire. Elle varie sous deux conditions :
1. Changement de masse d'air, souvent accompagnée de nuages au sein d'une dépression, dans la zone des fronts froids et chauds. Ce changement s'effectue graduellement sur quelques dizaines de kilomètres dans le cas du front froid et centaines de kilomètres dans celui des fronts chauds.
2. À proximité des reliefs, des conditions locales de réchauffement différentiel dus à la neige, à l'ensoleillement, à la réverbération des rayons lumineux, aux vents et au taux d'humidité, permettent des variations rapides en moins de quelques kilomètres, voire mètres, en hiver aussi bien qu'en été. De plus, les phénomènes de subsidence ou d'ascendance qui s'y produisent vont contribuer à la variation du niveau de l'isotherme 0 °C.

On distingue dans ce second cas deux écarts :
- l'écart entre l'isotherme 0 °C moyenne et l'isotherme 0 °C « réelle » associé au sol, à une pente ;
- l'écart entre l'isotherme 0 °C « réelle » et le niveau de gel.

### Isotherme0°Cmoyenne et au sol
De jour et par temps dégagé, l'isotherme 0 °C varie à la hausse, faiblement ou moyennement, au niveau des pentes exposées aux rayons du Soleil. Par rapport aux pentes ombragées, où l'isotherme 0 °C est en général à peu près égale au niveau moyen calculé, l'élévation de l'isotherme 0 °C peut atteindre plusieurs centaines de mètres, ce qui accélère le dégel du manteau neigeux en hiver, le dégagement de chaleur en été. La nuit, par temps clair et en l'absence de vent modéré ou fort, l'isotherme 0 °C descend rapidement. Cette baisse peut atteindre 1 000 ou 2 000 mètres, voire plus.[réf. nécessaire] Une couverture nuageuse stabilise les variations de l'isotherme 0 °C, et est souvent accompagnée – en montagne tout du moins – de vents modérés à forts dans un air humide. Ces variations se produisent en général de façon très localisée, avec des forts écarts – autour d'une dizaine de degrés assez souvent – entre les versants exposés au Soleil et ceux ombragés, selon l'exposition aux courants d'air, l'humidité ambiante, etc.
Le sol, les vents rasants, l'exposition au Soleil sont donc des facteurs qui font varier la température localement. Les écarts à l'isotherme 0 °C s'expliquent par analogie à l'effet de serre. Par temps couvert, les nuages retiennent le rayonnement nocturne du sol. L'écart de température sera faible ; de même en cas de vent modéré ou fort, surtout si l'air est humide – ce qui favorise l'émission de chaleur vers l'espace, donc le refroidissement du sol lui-même. À l'inverse, par temps dégagé, le rayonnement nocturne est efficace et l'écart de température augmente. Ces écarts à la hausse sont favorisés par l'absence de vent (ou vent faible) et par un air sec, et peuvent atteindre une amplitude de plusieurs centaines de mètres.
Il s'agit donc du mécanisme de réchauffement climatique appliqué localement, à une pente, à une vallée... En journée, les températures augmentent si le rayonnement du Soleil est direct, surtout sur les pentes exposées, et inversement. Définir une isotherme 0 °C précise est de ce fait impossible, car elle dépend des confrontations de masses d'air chaudes et froides, constamment en mouvements dans les zones montagneuses.

### Niveau de gel
Le niveau de gel représente l'altitude à partir de laquelle le phénomène de congélation transforme par exemple la neige superficielle en glace. Ce niveau est très proche ou égal à l'isotherme 0 °C au sol, sur les pentes, en l'absence de vent fort ou d'une forte humidité ; aussi appelle-t-on parfois l'isotherme 0 °C le « niveau de congélation. » L'équivalence n'est cependant pas toujours stricte.
En effet, un écoulement turbulent du vent ou un rayonnement solaire intense peuvent faire varier (faiblement) le niveau de gel via les hausses et baisses rapides de température. Tout comme la température ressentie peut être très inférieure à la température mesurée en cas de vent fort, la neige peut se changer en glace en dessous ou au-dessus de 0 °C si des facteurs favorisent la transformation. C'est notamment le cas sur les versants nord des cols, goulots d'étranglement où le vent s'accélère et tourbillonne en redescendant.
Le niveau de gel est très important en montagne, car l'état et la stabilité du manteau neigeux est tributaire de ses variations (regel nocturne et dégel diurne). Même si les écarts entre ce niveau et l'isotherme 0 °C restent faibles et sans réel danger, ils peuvent tromper un alpiniste sur l'état du manteau neigeux à un endroit crucial, et favoriser les accidents.

### Estimation
En l'absence de données météorologiques récentes ou fiables, il peut être utile de savoir estimer l'altitude de l'isotherme zéro degré (par exemple en montagne lors d'une course de plusieurs jours, ou lorsque confronté à un microclimat, un événement météo inattendu, etc.) Une estimation rapide repose sur la température, en négligeant l'influence des autres paramètres atmosphériques, sur la base d'un gradient positif de 0,6 degré Celsius par tranche de 100 mètres gagnés (soit environ un degré pour 165 mètres)
 :
{\displaystyle {\mbox{iso 0}}\simeq altitude+(T_{altitude}\cdot 165)}
Cette méthode ne saurait donner accès à plus qu'un ordre de grandeur, et n'est pas utilisable en cas de variations des conditions météorologiques rapides (quelques heures). Tenir compte également de la probabilité qu'une inversion de température affecte la zone (voir ci-après).

## Zéros multiples

### Large échelle dite synotique
Dans les zones de fronts chauds, l'air doux est forcé de monter le long du front par l'air froid des couches inférieures. Il s'établira une stratification des températures qui pourra être isotherme ou même réchauffer depuis la surface jusqu'à une certaine hauteur puis diminuera selon un gradient thermique normal. Dans certaines conditions où la circulation des vents canalise une masse d'air au sol de température inférieure au point de congélation, la température de l'air soulevé pourra être au-dessus de 0 °C et le rester sur une certaine épaisseur avant de retomber sous zéro. Ceci mène à des situations où des précipitations givrantes se développent : pluie verglaçante, grésil, neige en grains et neige roulée.

### Petite échelle dite méso-échelle
En montagne, plusieurs isothermes 0 °C peuvent coexister. Il peut par exemple arriver que trois masses d'air se superposent, formant trois couches distinctes. Par subsidence, une masse d'air froide chute et emplit la vallée, tandis que de l'air chaud se place au-dessus. Une troisième couche d'air, froide, surplombe les deux premières. Il fait alors plus chaud au-dessus de la vallée, mais moins qu'en haute altitude.
Un ballon-sonde lâché depuis la vallée traverserait successivement ces trois couches d'air en équilibre. Dans la première, la température chuterait par exemple avec l'altitude, à raison de 0,65 °C tous les 100 m (le gradient atmosphérique normalisée de l'OACI). Une première isotherme 0 °C pourrait être atteinte. À l'approche de la seconde couche d'air, plus chaude, le ballon-sonde enregistrerait une élévation des températures, redevenant petit à petit positives, ce qui définirait une deuxième isotherme 0 °C. Dans la troisième couche d'air, une nouvelle chute des températures serait enregistrée, avec une troisième isotherme 0 °C et des températures toujours négatives par la suite.
Ce cas de figure se produit assez fréquemment lorsque de l'air froid se retrouve à basse altitude, même sans atteindre des températures négatives. Typiquement, cela est possible lorsqu'un courant froid se retrouve emprisonné dans une vallée à cause d'un coup de vent soudain ou de basses pressions. Chassant l'air chaud, qui s'élève au-dessus, il provoque la formation d'une couche nuageuse qui sépare les deux masses d'air. Cette couche de nuages, bien souvent des stratus, peut avoir une épaisseur de plusieurs centaines de mètres, et forme un plafond qui contribue à la stabilité du phénomène (inversion thermique). Cette configuration des masses d'air, cloisonnées et superposées, se maintient alors jusqu'à ce qu'une dépression vienne bouleverser les équilibres thermiques ou que les températures s'égalisent (le soir et la nuit, par exemple).